# Učka
 Ovo je glavno značenje pojma Učka. Za selo pogledajte Učka (selo).
Učka je najviša planina istarskog poluotoka u zapadnoj Hrvatskoj. Pruža se uzduž opatijske rivijere.

## Opis
Najviši vrh Učke zvan Vojak visok je 1396 m, a s kulom 1401 m. Njegovo je tjeme kamenito, na kome je razgledni toranj – vidikovac. Sagrađen je 1911. od kamena, visok je pet metara, a s njega se pruža najljepši vidik u Istri. Za lijepa vremena vide se Istra, Riječki zaljev, sjeverni Jadran s otocima, Gorski kotar, Ćićarija, Tršćanski zaljev, Julijske Alpe i Dolomiti u Italiji.

## Zanimljivosti
- Asteroid 1996 DG2 otkriven je 1996. sa zvjezdarnice Višnjan. Međunarodna astronomska unija nazvala ga je 9657 Učka.
- Dana, 26. siječnja 2010. radiotelevizijski odašiljač Učka postao je prvi TV-odašiljač u Republici Hrvatskoj, koji odašilje isključivo signal digitalne televizije (Regija D5), u tijeku gašenja analogne televizije.

## Poveznici članci
- Park prirode Učka
- Tunel Učka

## Vanjske poveznice
- Park prirode Učka